# Blake Brockington
 (mai 2019).
Le contenu est difficilement compréhensible vu les erreurs de traduction, qui sont peut-être dues à l'utilisation d'un logiciel de traduction automatique.
Blake Brockington (14 mai 1996 – 23 mars 2015) est un adolescent transgenre américain dont le suicide a attiré l'attention internationale. Il avait déjà reçu l'attention des médias en devenant le premier roi de bal de promo ouvertement transgenre de Caroline du Nord, et avait depuis été militant pour les jeunes LGBT, la communauté trans et de la lutte contre la brutalité policière,,,,.

## Biographie
Brockington est né le 14 mai 1996 à Charleston (Caroline du Sud). Il avait déménagé à Charlotte (Caroline du Nord) quand il avait 12 ans.
Brockington a fait un coming out trans à l'université East Mecklenburg. Sa famille n'a pas bien accepté sa décision de transitionner en homme trans, se demandant pourquoi un jeune noir voudrait attirer l'attention sur lui. Pour cette raison, Brockington a choisi de vivre avec une famille d'accueil au cours de sa transition,,. Il a choisi le nom de Blake après qu'il lui soit venu en rêve, et parce qu'il aimait sa sonorité masculine. Il prenait des hormones, qui ont été couverts par Medicaid, et il avait prévu d'obtenir une mastectomie une fois qu'il était en mesure de se le permettre.
Pendant deux ans, il a été le batteur du groupe du Lycée d'East Mecklenburg.
En 2014, Brockington a reçu une attention nationale pour être le premier lycéen ouvertement transgenre à être élu roi de promo en Caroline du Nord après avoir été celui qui a recueilli le plus d'argent pour la cause choisie du Lycée East Mecklenburg, à savoir la « Mothering Across Continents ». Il a indiqué plus tard que ça avait été difficile pour lui car : « c'était la partie la plus difficile de mon « voyage » trans. Des choses haineuses ont été dites sur Internet. C'était difficile. Je voyais l'esprit étroit du monde tel qu'il est vraiment »,,,,.
Après son élection comme roi, il a commencé à revendiquer publiquement les questions transgenres et les problèmes des jeunes LGBT. Il a parlé en 2014 lors de la Journée du souvenir trans à Charlotte (Caroline du Nord). En décembre 2014, sur la Place de l'Indépendance de la ville de Charlotte, il a organisé une manifestation contre la brutalité policière envers les personnes Noires. Il a participé à la mise en place d'une exposition, « Out of the Shadows : Gay America from Kinsey Stonewall » , au Levine Museum of the New South au début de 2015. Brockington a également été mentor pour de jeunes transgenres. Il parlait d'un documentaire de 8 minutes réalisé en 2014 par trois étudiants de l'Université d'Elon, « BrocKINGton», à propos de son expérience d'intimidation du fait d'être transgenre et de son hospitalisation après s'être automutilé.
Il a été actif dans la communauté religieuse et a participé à la conférence Trans Faith and Action Network qui s'est tenue à Charlotte en août 2014.
Brockington a été inscrit à l'université de Caroline du Nord à Charlotte, avec une spécialisation en enseignement de la musique. Au moment de sa mort, il était en congé maladie et ne fréquentait plus les classes. Il a déclaré que son objectif était de devenir directeur musical et compositeur.

## Mort
Avant sa mort, Brockington avait indiqué qu'il était en dépression depuis de longues années, et qu'il avait des comportements destructeurs, comme l'automutilation. Il a également indiqué qu'il avait déjà eu des idées suicidaires. Deux mois avant sa mort, il a posté sur sa page Tumblr : « Même si je suis mieux dans ma tête, je ne voudrais jamais continuer dans un monde comme ça. » Un mois avant, il a affiché « J'attends le moment où moi et mon côté sombre se sépareront de mon corps. » Une semaine avant sa mort, il a affiché : « être dans ma tête est comme être un joueur quaterback jouant contre une ligne entière de défense. » Enfin, le jour de sa mort, il a affiché : « Je suis tellement épuisé. ».
Brockington est mort le 23 mars 2015 après avoir été frappé par plusieurs véhicules sur la boucle extérieure de l'Interstate 485 près de Pavilion Boulevard dans la ville de Charlotte. L'incident a été considéré comme étant un suicide et de nature semblable aux suicides d'Ash Haffner et Leelah Alcorn.

## Réaction
La famille de Brockington, n'acceptant toujours pas son identité d'homme trans, a utilisé des pronoms féminins et le nom qu'ils lui avaient donné à la naissance lors des funérailles. Peu de temps avant sa mort, il avait déclaré aux médias qu'il n'avait plus été en contact avec de nombreux membres de sa famille.
Le 24 mars 2015, au lendemain de la mort de Brockington, environ 100 personnes sont venues au siège social de Davidson Street Nord de Time Out Youth, où Brockington avait été un client, pour partager des histoires et se réconforter mutuellement.
Southerners On New Ground a tenu un service commémoratif pour Brockington à Durham, en Caroline du Nord, le 28 mars 2015.
Trois douzaines de membres de la communauté de la ville de Charlotte ont assisté à la commémoration de Brockington tenue le 29 mars 2015 à l'église de Sacred Souls Community. Rodney McKenzie, le directeur de la communauté National LGBTQ Task Force, a voyagé de New York pour assister à la cérémonie et a fait remarquer que « Ceci est une perte pour vous tous et une perte pour notre mouvement et notre monde... Nous avons tous été incroyablement touché et incroyablement triste. » Le directeur exécutif de Campus Pride, Shane Windmeyer, a fait remarquer que « les jours comme aujourd'hui, les dernières semaines, font de plus en plus mal... C'est un tragique rappel de notre devoir d'en faire plus pour essayer d'aller en mieux dans le changement et sauver des vies. » Le partenaire de Brockington, Flo Ethier, a lu le passage biblique favori de Brockington, I Corinthiens 13 .
Beaucoup ont noté que ce qui est arrivé à Brockington correspondait à un réel danger pour les jeunes transgenres qui sont souvent confrontés à des quantités disproportionnées d'intimidation, de harcèlement, de discrimination et de violence. Josh Burford, directeur adjoint de la diversité sexuelle et de genre à l'UNC de Charlotte, et qui avait travaillé avec Brockington sur l'exposition au Musée Levine, a déclaré à la presse que « ce qui est arrivé à Blake est un problème récurrent, surtout pour les étudiants transgenres de couleur. Il n'a pas abandonné. Il n'a pas renoncé... C'est une victime de ce qui se passe chaque jour pour ces enfants. »
D'autres commémorations ont eu lieu dans d'autres villes comme Minneapolis, Washington DC, et un service supplémentaire à Charlotte (Caroline du Nord).